# Intermezzo (1936, von Báky)
Intermezzo ist eine deutsche Filmkomödie von 1936 unter der Regie von Josef von Báky. Die Hauptrollen sind besetzt mit der Sopranistin und Schauspielerin Tresi Rudolph, die im Film eine Opernsängerin verkörpert, und Albrecht Schoenhals, der einen Komponisten spielt.

## Handlung
Adrienne Madelon geht ihrem Beruf als Opernsängerin mit Leidenschaft nach. Der Wunsch ihres reichen Verlobten Pierre Cukier, ihre Karriere nach der Eheschließung für ihn aufzugeben, bringt sie dazu, aus dem Hochzeitswagen zu fliehen. Ihre Flucht endet erst einmal in San Sebastian in Spanien. Um an Geld zu kommen, hat Adrienne die wahnwitzige Idee, die Rechte an ihrer Stimme im Spielcasino gegen ein Honorar von 100.000 Peseten zu verkaufen. Gewinner dieser außergewöhnlichen Aktion ist ein gewisser Trent, der ihr zunächst das Singen verbietet und sich als Adriennes Manager geriert. Ein geplanter Auftritt in Sevilla kommt nicht zustande, da die Oper geschlossen ist. Schon während der Fahrt nach Andalusien sind Adrienne und Trent sich nähergekommen und so besuchen sie gemeinsam einen Stierkampf. Dort gibt Adrienne unter dem Jubel der Menge das Lied Viva el Torero! zum Besten. Auch in einer Bodega, in der die junge Frau ebenfalls singt, jubeln ihr die Gäste begeistert zu.
Als Adrienne herausfindet, dass die Jubelrufe von Trent bezahlt worden sind, verschwindet sie zusammen mit ihrer Zofe Blanche ohne Trent eine Nachricht zu hinterlassen. Trent sucht jedoch nach ihr und findet sie auch wieder. Pierre erstattet Trent daraufhin das gezahlte Honorar, womit Adrienne nun ihm verpflichtet wäre. Die junge Frau nimmt jedoch ein Engagement an der Pariser Oper an, wo ein neues Bühnenwerk zur Aufführung kommen soll. Am Premierenabend stellt sich dann zu Adriennes großer Überraschung heraus, dass diese Oper von Trent stammt, der sich einen Namen als Komponist gemacht hat, und seine Oper auch selbst dirigiert. Adrienne singt an diesem Abend so schön wie nie zuvor. Sie hat erkannt, dass alles, was Trent getan hat, nur seiner Liebe zu ihr entsprang. Da auch Adrienne Trent längst liebt, steht dem Glück der beiden nichts mehr im Wege.

## Produktionsnotizen
Intermezzo war das Regie-Debüt von Bákys. Die Produktionsfirma war Franz Tappers und Christoph Mülleneisens Majestic-Film GmbH (Berlin) der Tobis Rota. Die Dreharbeiten fanden von Mitte Juli bis Anfang September 1936 in Biarritz und am Golf von Biskaya in Südfrankreich statt. Die Bauten stammten von Erich Zander und Karl Weber, Eduard Kubat zeichnete als Produktions- und Herstellungsleiter verantwortlich. Die musikalische Vorlage bildeten Kompositionen aus Aida von Giuseppe Verdi, Dirigent: Theo Mackeben, Liedtexte: Hans Fritz Beckmann. Die Sopranistin Tresi Rudolph, für die dies ihre einzige Filmrolle blieb, sang die Lieder: Für jede Frau gibt’s einen Mann auf Erden und Viva el Torero!
Der Film wurde am 31. Oktober 1936 unter der Nummer B.43832 einer Prüfung unterzogen und mit einem Jugendverbot belegt. Uraufgeführt wurde Intermezzo am 3. November 1936 im Gloria-Palast in Berlin. In Österreich lief er ebenfalls unter dem Titel Intermezzo.

## Kritik
Karlheinz Wendtland vermerkte in seiner Rezension, dass man Albrecht Schoenhals als „siegesgewissen Mann“, Ernst Legal als Sekretär Ballou „mit feinem Humor“ und Hilde Sessak „als liebe Zofe“, in die Henry Lorenzen „in seiner Rolle als Chauffeur Billie verschossen“ sei, gesehen habe. Besonderes Lob ließ Wendtland Erich Fiedler zukommen, dem er für die Szene, als er erkennen muss, dass seine frühere Braut einem anderen gehört, „feinste Darstellungskunst“ bescheinigte. Die „gute, von Theo Mackeben beigesteuerte Musik“ habe Tresi Rudolph Gelegenheit geboten, „ihre schöne, von Musikalität getragene Stimme wirken zu lassen“.
Das Lexikon des internationalen Films sprach von einer „veraltete[n], uninspirierte[n] Komödie“ und zollte „lediglich [der] Stimme“ der Sängerin Tresi Rudolph Anerkennung, die „von Interesse“ sei.